# برناسوس
مكتبة برناسوس تأسست المكتبة عام 1918م في شارع شريف باشا وتعد من أوائل المكتبات في جمهورية مصر العربية. حصلت المكتبة على عدة شهادات جودة (آيزو) وقامت بالتصدير إلى جانب مشاركتها في المعارض الدولية وحصولها على الجائزة القومية في التميز في الابتكار. تتيح المكتبة خاصية الشراء عبر الموقع الإلكتروني وللمكتبة عدة فروع في مناطق مختلفة من جمهورية مصر.